# Wolfegg
Wolfegg är en kommun (tyska Gemeinde) i Landkreis Ravensburg i förbundslandet Baden-Württemberg i Tyskland. Kommunen består av ortsdelarna (tyska Ortsteile) Wolfegg, Alttann, Wassers, Molpertshaus och Rötenbach.
Kommunen ingår i kommunalförbundet Vogt tillsammans med kommunen Vogt.